# Ronde van Cova da Beira
De Ronde van Cova da Beira (ook wel bekend als Grande Prêmio Internacional Beiras e Serra da Estrela) is een meerdaagse wielerwedstrijd die sinds 2016 wordt verreden in Portugal in de gelijknamige regio en in de regio Serra da Estrela. 
De wedstrijd is onderdeel van de UCI Europe Tour en heeft een classificatie van 2.1.
Tussen 2020 en 2022 vond de wedstrijd niet plaats. 

## Lijst van winnaars

### Overwinningen per land
| Overwinningen | Land                                  |
| ------------- | ------------------------------------- |
| 3             | Rusland                               |
| 1             | Colombia, Frankrijk, Portugal, Spanje |